# Морозова, Наталия Константиновна
Наталия Константиновна Морозова (род. 16 марта 1936, Москва) — специалист в области электронных устройств и полупроводниковой техники. Доктор физико-математических наук, профессор кафедры «Полупроводниковые приборы» Московского энергетического института (МЭИ ТУ).

## Биография
Наталия Константиновна Морозова родилась 16 марта 1936 года в Москве. Её юность прошла в городе Владикавказе, где она с золотой медалью окончила среднюю школу. Продолжила учёбу в Северо-Кавказском горно-металлургическом институте. Окончила институт с отличием, получив специальность «Металлургия цветных металлов». Работала по распределению полтора года. С 1956 года работала исследователем на кафедре «Общей металлургии» СКГМИ.
В 1960 году поступила в аспирантуру Московского энергетического института. В 1964 году защитила кандидатскую диссертацию. Получила ученую степень кандидата физико-математических наук. В 1983 году защитила диссертацию доктора физико-математических наук. Обе её диссертации были связаны с оптическими свойствами полупроводниковых соединений типа A2B6 и влияния кислорода на оптические свойства материалов и структур на их основе. Наталия Константиновна является ведущим специалистом в области оптики, физики и технологии соединений A2B6. В числе ведущих ученых по своему направлению зарегистрирована в Карте Российской науки.
С 1988 года Наталия Константиновна работает в должности профессора кафедры «Полупроводниковые приборы» и «Полупроводниковая электроника» МЭИ (ТУ). В настоящее время кафедра носит название «Электроника и наноэлектроника.» В свое время Наталия Константиновна принимала участие в жизни кафедры и института.

## Научная деятельность
По тематике научных работ Наталия Константиновна Морозова является автором порядка 300 печатных статей и докладов на ведущих конференциях, а также четырёх монографий в области оптики и технологии полупроводников. Под её руководством в МЭИ было защищено 13 кандидатских диссертаций (Мидерос Мора Даниэль Алехандро «Оптические свойства соединений А2В6 с изоэлектронной примесью кислорода с позиций теории непересекающихся зон».).
За годы преподавания в МЭИ вела все виды занятий, ею прочитаны курсы лекций: «Кристаллография и структурный анализ», «Технология полупроводниковых материалов», «Физхимия дефектных структур». По тематике этих курсов созданы учебные лаборатории, восемь учебных пособий и 2 учебника.
Наталия Константиновна Морозова в разное время была членом Нью-Йоркской Академии наук, членом-корреспондентом Международной Академии информатизации, несколько раз носила звание Человек достижений Биографического центра Кембриджа, была членом Американской Ассоциации науки и Технологии, Человеком года (2009) России, зарегистрирована в карте Российской науки (2013).

### Труды
- Роль фоновых примесей O и Cu в оптике кристаллов ZnSe c позиций теории непересекающихся зон / Морозова Н. К., Мидерос Д. А., Гаврищук Е. М., Галстян В. Г. // ФТП. 2008. Т. 42, № 2. С. 131—135.
- Морозова Н. К., Мидерос Д. А. / Влияние Te на самоактивированное свечение ZnSe // Изв. Вузов Электроника. 2007. № 3. С. 12-17.
- Влияние кислорода на люминесценцию ZnSxSe1-x / Морозова Н. К., Каретников И. А., Мидерос Д. А., Гаврищук Е. М., Иконников В. Б. // Труды VII Междунар. конф. «Опто-, наноэлектроника, нанотехнологии и микросистемы», 27-30 июня 2005 г. Ульяновск, С. 196.
- Special features in luminescence spectra ZnS(O) and ZnSCu(O) from the point of view of non-crossing zones / N. K. Morozova, D. A. Mideros, E. M. Gavrishuk, В. Б. Иконников, E. V. Karaksina, V. G. Galstyan // Труды XIII Междунар. конф. «High-purity substances and materials. Production, analysis, application», 28-31 мая 2007 г. — Нижний Новгород, — С. 112.
- Self-Activated luminescence in ZnS-ZnSe system from positions of the band anticrossing model. N. K. Morozova, D. A. Mideros, E. M. Gavrishuk /// Изв. Вузов Физика. 2006. № 10. С. 166—169.